# Pseudozonitis roseomaculatis
Pseudozonitis roseomaculatis är en skalbaggsart som beskrevs av Dillon 1952. Pseudozonitis roseomaculatis ingår i släktet Pseudozonitis och familjen oljebaggar. Inga underarter finns listade i Catalogue of Life.